# Campos do Jordão (kommunhuvudort)
Campos do Jordão är en kommunhuvudort i Brasilien.   Den ligger i kommunen Campos do Jordão och delstaten São Paulo, i den sydöstra delen av landet, 800 km söder om huvudstaden Brasília. Campos do Jordão ligger 1 603 meter över havet och antalet invånare är 53 319.
Terrängen runt Campos do Jordão är varierad. Campos do Jordão är det största samhället i trakten.
I omgivningarna runt Campos do Jordão växer huvudsakligen savannskog. Runt Campos do Jordão är det ganska tätbefolkat, med 172 invånare per kvadratkilometer.